# Остен
Вижте пояснителната страница за други значения на Остен.
Остен и копраля са дървени прътове, обикновено завършващи с метално острие, с които се подкарва впрегатният добитък. Остенът е по-къс от копралята и е повече за ежедневна употреба, докато копралята е по-дълга и се употребява главно при оран или когато животните са повече от две (четири или повече).

## Използване

### Средство за самоотбрана
По време на Османското владичество, когато на българите е забранено да носят оръжие, остенът и копралята нерядко са употребявани като оръжие за самоотбрана срещу грабители и насилници.

### Сравнителна мярка за време
Копралята е употребявана и като помощно средство за измерване на времето. С нейна помощ се определя положението на слънцето над хоризонта, например: „две копрали преди залез“ и т.н. (Вж. Български народни мерки)

## Суеверия
В българските народни вярвания (по същество суеверия) остенът и особено копралята са натоварени с особена магическа сила. Вярва се, че от тях бягат всички злотворни свръхестествени същества (лами, хали, самодиви, вихрушки и т.н.). Народното вярване твърди, че орачът, който се прибира с воловете нощем, е двойно защитен от лошите духове (тъй като се смята, че волът също притежава такава предпазна сила). Когато е без животни, но държи в ръцете си копраля, човек отново е сигурно защитен, дори минавайки покрай места, които традиционно се смятат за опасни, защото са обитавани от зли духове (запустели постройки, самодивски извори, мостове и др.).

## Преносно значение
В разговорната реч се използва изразът „ръчкам някого с остен“ - за ситуации, когато принуждават насила някого да извърши някаква работа.